# ベンジャミン・ホーニゴールド
ベンジャミン・ホーニゴールド（Benjamin Hornigold、 1680年 - 1719年?）は、イギリスの海賊。多くの海賊と同様にスペイン継承戦争ではイギリスの私掠船として活動した。彼の船を海賊稼業の出発点として、後に著名な海賊となった者に、黒髭として知られるエドワード・ティーチがいる。1718年、ニュープロビデンス島にウッズ・ロジャーズ植民地総督が着任したさい、ホーニゴールドは英国に寝返って海賊ハンターとして活動した。最期は船が難破して死んだとされる。

## 略歴

### 初期の海賊行為
スペイン継承戦争の後、私掠船乗りたちは食い扶持を失い、多くの者が海賊行為に走った。ホーニゴールドも例外ではなく、1713年ごろに海賊としてのキャリアをスタートさせる。ホーニゴールドは海賊仲間を引き連れてバハマ諸島のプロビデンス島ナッソーを拠点とすることに決めた。バハマは1704年を最後に総督が任命されておらず、海賊行為にはうってつけであった。一味はまず3隻のピローグと呼ばれる快速カヌーを建造あるいは何らかの手段で入手し、それぞれホーニゴールド、ジョン・コックラム、ジョン・ウェストをリーダーとした3つのグループに分けた。それから半年の間にフロリダ海峡やキューバで海賊行為を繰り返し、プロビデンス島に1万ポンド以上もの掠奪品を持ち込んだ。ホーニゴールドたちは掠奪品を捌こうとしたが、ジャマイカに盗品を持ち込んで賄賂を要求されることを恐れ、ナッソーからほど近いハーバー島の悪徳商人リチャード・トンプソンと取引をした。
1714年、度重なるイギリス人海賊による掠奪に業を煮やしたスペインが、プロビデンス島への報復攻撃を計画しているという噂が広がった。これを機にウェストは海賊から足を洗って歴史から姿を消し、ホーニゴールドはハーバー島に入植していたコックラムの元に合流した。

### フライング・ギャングの結成
スペインの報復攻撃は結局行われず、ホーニゴールドは再び海賊行為を再開することにした。エルーセラ島の悪徳商人ジョナサン・ダーヴェルから支援を受けたホーニゴールドはスループ船ハッピー・リターン号を手に入れ、ダニエル・スティルウェルやダーヴェルの息子ザキアスなどの新入りを仲間に加えた。1714年の夏頃にハーバー島を出航した一味はフロリダとキューバの沿岸で掠奪を行い、一人当たり2,000ポンドの利益を得た。さらに無甲板船を購入したホーニゴールドはキューバの貴族が所有する2隻の船を拿捕し、1万ポンド以上の銀貨や貴重品を掠奪した。
これらの海賊行為によるスペインとの関係悪化を恐れた政府残党のトマス・ウォーカーは各地の有力者に海賊討伐の必要性を説き、ついにハーバー島の海賊に対して奇襲攻撃をしかけた。この襲撃は成功し、スティルウェルが捕縛され、ホーニゴールドらは森へと逃げ込んだ。スティルウェルはジャマイカで海事裁判にかけられることになり、ウォーカーの試みは成功したかに見えたが、逃走したホーニゴールドらが護送船に奇襲をしかけて彼を救出してしまった。
1715年にスペインの財宝船団がフロリダで難破すると、一攫千金を夢見たならず者たちがバハマ諸島に殺到してきた。ホーニゴールドは乗組員のエドワード・ティーチを連れてフロリダやキューバ沿岸で多数のスペイン商船を襲った。さらに11月、同じくキューバ沿岸で砲6門乗員140人のスループ船メアリー号を拿捕し、これを旗艦とした。多数の戦利品を獲たホーニゴールドはハーバー島ではなくナッソーに戻り、当地を海賊の自治区にすることを計画した。ホーニゴールドは多くの海賊たちやスペインの財宝船を目当てに訪れた難破船漁りを自らの保護下にあると宣言し、それらの共同体をフライング・ギャングと名付けてわがもの顔で町を跋扈した。さらにホーニゴールドはウォーカーを訪れ、海賊に手を出した場合は家を焼き尽くして殺し、家族は鞭で打ち据えると脅迫した。
ホーニゴールドはスペインの大型スループ船を拿捕し、これを旗艦としてメアリー号から乗り換えた。船はベンジャミン号と名付けられ、200人の乗組員を収容する強力な海賊船となった。もはやホーニゴールドとフライング・ギャングたちはウォーカーの手に負えない存在となってしまった。

### 海賊共和国
こうしてプロビデンス島は海賊たちの拠点となり、ホーニゴールドと難破船漁りのトマス・バロウが島の総督を自称し、海賊共和国として海賊たちが自ら自治を行っていた。その後、ナッソーにやって来たヘンリー・ジェニングスとホーニゴールドの間には緊張が走った。ジャマイカ総督からの正式な私掠免許を携えたジェニングスにとってホーニゴールドは非合法な海のならず者でしかなかったのである。ジェニングスはホーニゴールドから戦利品の小型スループ船を取り上げたが、2隻の船に200人もの部下がいたジェニングスと争うのは得策ではないと考えたホーニゴールドは黙って従うしかなかった。
1716年、沈没したスペインの財宝船団からピース・オブ・エイト銀貨を掠奪していたジェニングスとその一味は、キューバ北西のバイーヤ・ホンダで荷を満載したフランスの商船マリアンヌ号が沖合にいることを知った。ジェニングスはただちに追跡に向かったが、ホーニゴールドが先んじてこの船を奪ってしまった。
ホーニゴールドがマリアンヌ号を奪ってからしばらくして、ジェニングスを裏切ったサミュエル・ベラミーとポールスグレイブ・ウィリアムズが一味に加わった。ベラミーを高く評価したホーニゴールドは手に入れたばかりのマリアンヌ号の指揮をベラミーに任せ、30人から40人の手下を船に配置させた。さらに数週間後にはポスティリオン号を指揮するフランスの海賊船長オリビエ・ルバスールと出会い、彼らも仲間に加わった。一味はユカタン海峡でイギリス船を拿捕したほか、キューバでココアを満載したスペインのブリガンティン船を掠奪した。この頃にはベンジャミン号が深刻なフナクイムシの被害に遭っており、ホーニゴールドはこの船を手放す必要に迫られた。そこでルバスールをイスパニョーラ島に残し、船を交換するためナッソーへと帰島することにした。
6月、ホーニゴールドはナッソーでベンジャミン号を売却し、代わりにスループ船アドベンチャー号を購入して旗艦とした。さらにティーチを始めとする手下たちにナッソーの砦を武装させ、島の防備を強化した。海賊による港の要塞化を恐れたウォーカーは家族を連れてチャールストンに逃亡したという。
ホーニゴールドはベラミーやティーチを連れてイスパニョーラ島で待つルバスールと合流した。この一団は夏ごろまで行動を共にしたが、ホーニゴールドのイギリス船は攻撃しないという信条が原因で瓦解してしまった。これは彼がスペイン継承戦争中に私掠船の船員としてイギリスのために戦っていたからである。乗組員の中にはこれを不服とする者も多く、ベラミーとルバスールは投票によってホーニゴールドを司令官の座から引きずり下ろし、ホーニゴールドは26人の忠実な仲間(これにはティーチも含まれる)と共にプロビデンス島に帰還することとなった。
ナッソーに戻ったホーニゴールドは引き続き島の防備に精を出した。砦に大砲を設置し、港の入り口には砲32門の大型船を配置して海に浮かぶ要塞とした。秋ごろ、ホーニゴールドは拿捕したスループ船の指揮権をティーチに与えた。このスループ船は翌1717年には砲6門乗組員70人の海賊船となり、ティーチはナッソーにおいてホーニゴールド、ジェニングス、ジョサイア・バージェスに次ぐ規模の勢力を誇った。その頃には指名手配されてジャマイカを追われていたジェニングスもナッソーを拠点としていた。ホーニゴールドとジェニングスは反目しあっていたが、直接的な対決はせず、2つの大きな派閥のリーダーとして君臨していた。ところがホーニゴールドの権威は陰り始めていた。ベラミーに裏切られた挙句、新たな旗艦であるアドベンチャー号はベンジャミン号ほど強力な船ではなかったからである。また、この頃のホーニゴールドの戦果は微々たるものであった。新参のバージェスなど有力な海賊たちが多く台頭している中で再起を図ったホーニゴールドは、3月ごろに獲物を求めてナッソーを出帆した。これにはティーチも協力した。
ナッソーを出てしばらく、ホーニゴールドたちは捕らえたジャマイカ船からジョン・ハウエルという医者を無理矢理海賊船に移した。乗組員に病人が出たためである。4月、一味はポルトベロで貿易をしていたジャマイカ籍のスループ船ボネット号を捕捉。ボネット号には箱いっぱいの金貨が積まれており、さらに船としての価値も高かった。ボネット号を拿捕したホーニゴールドはこれを旗艦とすることに決め、ボネット号船長にアドベンチャー号を与えて解放した。ハウエルは自分もアドベンチャー号に乗せて帰してほしいと懇願したが、海賊たちは貴重な医者を手放すことはなかった。さらに1週間ほど後、一味はジャマイカにて財宝を積んだスループ船リベンジ号を拿捕した。これらの掠奪によって一味は10万ポンドもの利益を挙げ、ホーニゴールドは再び名声を取り戻したのである。
ナッソーに戻ったホーニゴールドはボネット号を軍艦のように装備した後、再びティーチと共に航海に出た。キューバ東部へ向かった一味は、途中ハバナから来たスループ船から小麦粉120バレル、バミューダのスループ船からワイン数ガロン、マデイラ諸島からサウスカロライナに向かっていた船から大量の積荷を掠奪した。一味は8月ごろまでにナッソーに戻っていたが、そこでポールスグレイブ・ウィリアムズからウィダー号の難破によるベラミーの死と、生き残りがボストンで捕らわれて海事裁判を待っていることを聞く。ベラミーに裏切られたホーニゴールドは別にして、かつて同僚として働いていたティーチはこの報せに憤り、ニューイングランド地方への復讐を誓ったという。8月末、ナッソーに海賊船リベンジ号と船長のスティード・ボネットが現れる。ボネットは戦闘による負傷で休養を必要としており、また航海に関しても不慣れであった。ホーニゴールドらは話し合いの末、ボネットを匿うことと海賊行為に関する手助けを引き換えに、リベンジ号の指揮をティーチに任せることを決める。
数週間経ってティーチがボネットと共に航海に出た後、ホーニゴールドも自らの航海を準備するためハーバー島へ向かった。ホーニゴールドはナッソーでハウエルを解放していたが、ここで出会ったジャン・ボンダヴェというフランス人海賊がハウエルを無理矢理連れて行こうとしたため、ホーニゴールドは仕方なく彼を再び仲間に加えた。

### 恩赦
1717年9月5日、イギリス国王ジョージ1世は全ての海賊に対し、1年以内にイギリスの植民地総督に投降した場合、1718年1月5日以前に犯した全ての海賊行為に関して赦免するとの布告を発した。この報せはバミューダからナッソーまで届き、海賊たちの間では大きな議論が巻き起こった。恩赦を歓迎する勢力と撥ねつけようとする勢力に二分され、ナッソーには緊張が走った。前者にはホーニゴールドのほかジェニングスやバージェスなどの有力な海賊船長が多く含まれ、後者はチャールズ・ヴェインを筆頭とした無法者たちであった。結局海賊たちの意見が纏まることはなく、ヴェインなどは海賊船を整備してイギリス船への攻撃を準備し、ジェニングスは手下を連れてバミューダのベンジャミン・ベネット総督に投降した。ホーニゴールドはナッソーに留まったが、部下をジャマイカに送り込み、軍艦による援軍を要請したという。
翌1718年2月23日、ヴィンセント・ピアース艦長のイギリス海軍HMSフェニックス号がナッソーの港に現れた。ホーニゴールドを含め恩赦を支持する海賊の多くはフェニックス号を丁重に受け入れ、さらに抵抗勢力の旗頭であるヴェインについて報告した。ピアースは海賊たちからの報告をもとにヴェインと旗艦のラーク号を捕らえるが、ホーニゴールドたちは国王の寛大さを示すために彼らを釈放してはどうかと持ちかけた。ところがこれは誤りだった。釈放されたヴェインらは一時は降伏に同意したものの、密かに一味を集結させ、スループ船を奪って海賊行為を再開したのである。4月にはヴェイン一味が外洋に進出して船を襲うようになり、ピアースの立場も危ういものとなった。結局ピアースはヴェインの鎮圧に失敗し、4月8日にナッソーから離れてしまった。だがヴェインの抵抗とは裏腹に、海賊共和国は終焉を迎えようとしていた。島にはバハマ総督に任命されたウッズ・ロジャーズの艦隊が迫り、ホーニゴールド含め多くの元海賊たちがロジャーズに仕えることを決めていた。

### 海賊狩りと最期
7月27日、ロジャーズ総督がプロビデンス島に到着した時、ホーニゴールドは赦免を受けた海賊たちやかつての宿敵トマス・ウォーカーらと共に総督を出迎えた。ロジャーズは島の防備のためにホーニゴールドほか数名の元海賊に指揮権を与えて海賊討伐に起用した。
9月14日、アバコ島近くのグリーン・タートル・ケイにチャールズ・ヴェインがいるという報せを受けたロジャーズはホーニゴールドとジョン・コックラムに武装スループ船を与え、ヴェイン逮捕に向かわせた。ホーニゴールドとコックラムはグリーン・タートル・ケイの近くに潜伏し、ヴェインを攻撃する機会を伺っていたが、なかなかその機会は訪れなかった。ヴェインの船が拿捕した戦利品から離れようとした時、そこにスループ船ウルフ号が現れた。ウルフ号の船長は恩赦を受けた元海賊のニコラス・ウッダールであり、彼は恩赦を受けた後もヴェインと闇取引を行っていたのである。ヴェインを捕らえることはできなかったが、ホーニゴールドは代わりにウルフ号を捕獲し、ナッソーまで連行した。さらに11月、ロジャーズはキューバに派遣した貿易船の乗組員たちが海賊に転身し、グリーン・タートル・ケイでヴェイン一味に合流しようとしていると突き止めた。ロジャーズは再びホーニゴールドとコックラムに海賊の鎮圧を命じ、彼らは11月28日に10人を囚人にして帰還した。
その後、ロジャーズはホーニゴールドにジョン・オーガーの一味を捕えさせた。オーガーは恩赦において赦免された海賊の1人だったが、すぐに昔の稼業に戻ってしまったのである。ホーニゴールドが捕えた海賊のうちオーガーを含め9人が死刑判決を受け、8人が執行された。
1719年、海賊を裏切り、総督の忠実な部下として成果を挙げていたホーニゴールドだったが、最期の時が迫っていた。ホーニゴールドは交易のためメキシコに向かったが、彼の船は陸から遠いところで暗礁に乗り上げて難破し、ホーニゴールド含め多くの乗組員が死亡した。生き残ったのはたった5名で、彼らはカヌーで脱出したため救助された。

## 人物
ホーニゴールドは、他の多くの海賊よりも穏和として知られていた。彼の被害者の一人は、襲撃された時のことを語る。船は降伏し、海賊たちが乗り込んできた。そしてホーニゴールドは多少申し訳なさそうに、捕らえた船員たちの帽子を要求した。海賊たちが以前、夜中に酔っぱらって帽子を海に捨ててしまったためだった。帽子を手に入れたホーニゴールドは、平和裏に船から退去していった。

## ホーニゴールドが登場する作品
- TV映画「パイレーツ・オブ・アトランティス」ではステイシー・キーチがホーニゴールドを演じる。
- ビデオゲーム「アサシン クリード IV ブラック フラッグ」では主要人物の1人としてホーニゴールドが登場。声優としてエド・ストッパード(日本語版:日野聡)が演じる。
- StarzのTVシリーズ「Black Sails/ブラック・セイルズ」ではパトリック・リスターがホーニゴールドを演じる。

## 参考資料
- コリン・ウッダード(著)、大野晶子(訳)、『海賊共和国史 1696-1721年』2021年7月、パンローリング株式会社
- エリック・ジェイ・ドリン(著)、吉野弘人(訳)、『海賊の栄枯盛哀 悪名高きキャプテンたちの物語』2020年8月、パンローリング株式会社
- デイヴィッド・コーディングリ(編)、増田義郎(監修)、増田義郎・竹内和世(訳)、『図説 海賊大全』2000年11月、東洋書林
- チャールズ・ジョンソン(著)、朝比奈一郎(訳)、『海賊列伝(上)』2012年2月、中公文庫
- チャールズ・ジョンソン(著)、朝比奈一郎(訳)、『海賊列伝(下)』2012年2月、中公文庫